# Bojničky
Bojničky (Hongaars: Bajmócska) is een Slowaakse gemeente in de regio Trnava, en maakt deel uit van het district Hlohovec.
Bojničky telt 1.391 inwoners.